# Shara Proctor
Shara Nerissa Proctor  (* 16. September 1988 in Christiansted) ist eine britische Weitspringerin anguillanischer Herkunft.

## Sportliche Laufbahn
Erste internationale Erfahrungen sammelte Shara Proctor für Anguilla startend bei den CARIFTA-Games 2003 in Port of Spain, bei denen sie mit 5,45 m die Bronzemedaille im Weitsprung gewann, während sie im Hochsprung mit 1,55 m auf den achten Platz gelangte. Im Jahr darauf sicherte sie sich bei den Spielen in Hamilton mit 5,83 m die Silbermedaille im Weitsprung und gelangte mit 1,50 m auf den sechsten Platz. Anschließend siegte sie mit 5,99 m bei den Zentralamerika- und Karibikjuniorenmeisterschaften (CAC) in Port of Spain. 2005 gewann sie mit neuem Landesrekord von 6,24 m erneut die Silbermedaille bei den CARIFTA-Games in Bacolet und schied im 200-Meter-Lauf in der Vorrunde aus. Bei den Spielen in Les Abymes siegte sie mit 6,17 m im Weitsprung. Anschließend nahm sie erstmals an den Commonwealth Games in Melbourne teil, bei denen sie mit 6,06 m in der Qualifikation ausschied. Daraufhin gewann sie bei den CAC-Juniorenmeisterschaften in Port of Spain mit 6,08 m die Bronzemedaille und schied bei den Juniorenweltmeisterschaften in Peking mit 6,01 m in der Qualifikation aus. 2007 verteidigte sie mit 6,17 m ihren Titel bei den CARIFTA-Games in Providenciales. Damit qualifizierte sie sich für die Weltmeisterschaften in Osaka, bei denen sie mit 5,82 m in der Vorrunde ausschied. 
2008 gewann sie bei den CAC-Meisterschaften in Cali mit 6,54 m die Silbermedaille hinter der Bahamaierin Bianca Stuart und wurde mit 12,99 m Siebte im Dreisprung. Anschließend gewann sie bei den U23-NACAC-Meisterschaften in Toluca de Lerdo mit 13,11 m die Silbermedaille im Dreisprung und belegte mit 6,23 m den vierten Platz im Weitsprung. Im Jahr darauf siegte sie mit 6,61 m bei den CAC-Meisterschaften in Havanna und erreichte bei den Weltmeisterschaften in Berlin mit Landesrekord von 6,71 m Rang sechs. 2010 siegte sie bei den U23-NACAC-Meisterschaften in Miramar mit 6,43 m im Weitsprung und entschied dann, ab dem kommenden Jahr für das Vereinigte Königreich an den Start zu gehen.
2011 nahm sie erneut an den Weltmeisterschaften in Daegu teil, kam dort mit 6,34 m aber nicht über die erste Runde hinaus. 2012 gewann sie mit einer Weite von 6,89 m die Bronzemedaille bei den Hallenweltmeisterschaften in Istanbul, was zugleich einen neuen britischen Hallenrekord markierte. Daraufhin nahm sie an den Olympischen Spielen in London teil und belegte dort mit 6,55 m im Finale den siebten Platz, nachdem zwei vor ihr liegende Athletinnen wegen Dopings disqualifiziert worden sind. Im Jahr darauf wurde sie mit 6,69 m Vierte bei den Halleneuropameisterschaften in Göteborg und klassierte sich bei den Weltmeisterschaften in Moskau mit 6,79 m auf dem fünften Rang. 2014 wurde sie mit 6,68 m Vierte bei den Hallenweltmeisterschaften im polnischen Sopot und gab bei den Commonwealth Games in Glasgow im Finale nach dem ersten ungültigen Versuch verletzt auf.
Am 15. Mai 2015 stellte sie beim Qatar Athletic Super Grand Prix als Zweite mit 6,95 m einen britischen Rekord auf, und am 25. Juli verbesserte sie als Siegerin beim London Grand Prix diese Marke auf 6,98 m. Bei den Weltmeisterschaften in Peking gewann sie Silber mit einem weiteren Landesrekord (7,07 m) hinter Tianna Bartoletta, die sie im letzten Versuch mit 7,14 m überflügelte. 2016 wurde sie bei den Hallenweltmeisterschaften in Portland mit einer Weite von 6,57 m Achte. Im August nahm sie erneut an den Olympischen Spielen in Rio de Janeiro teil und schied diesmal mit 6,36 m in der Qualifikation aus, wie auch bei den Weltmeisterschaften in London im Jahr darauf, bei denen 6,45 m nicht für einen Finaleinzug reichten. 2018 gewann Proctor mit 6,75 m die Bronzemedaille bei den Commonwealth Games im australischen Gold Coast hinter der Kanadierin Christabel Nettey und Brooke Stratton aus Australien. Auch bei den Europameisterschaften in Berlin im August gewann sie mit 6,70 m die Bronzemedaille hinter der Deutschen Malaika Mihambo und Maryna Bech aus der Ukraine.
2012 und 2013 sowie 2015 wurde Proctor Britische Meisterin im Weitsprung im Freien sowie 2012 auch in der Halle. Sie absolvierte ein Studium für Sportmanagement an der University of Florida.
Shara Proctor hält die anguillanischen Rekorde im Weitsprung (6,71 m, 23. August 2009, Berlin), Dreisprung (13,74 m, 30. Mai 2009, Greensboro) und Diskuswurf (28,55 m, 2. Juli 2006, Saint John’s) sowie die Hallenrekorde im Weitsprung (6,67 m, 5. Februar 2010, Blacksburg) und Dreisprung (13,88 m, 6. Februar 2010, Blacksburg). Ihr Rekord im Speerwurf (28,00 m, 1. Juli 2006, Saint John’s) hatte bis 2009 Bestand.

## Persönliche Bestleistungen
- Weitsprung: 7,07 m, 28. August 2015 in Peking (Britischer Rekord)
  - Weitsprung (Halle): 6,91 m, 13. Februar 2016 in Berlin
- Dreisprung: 13,82 m, 14. April 2017 in Azusa
  - Dreisprung (Halle): 13,88 m, 6. Februar 2010 in Blacksburg